# ブルガール人

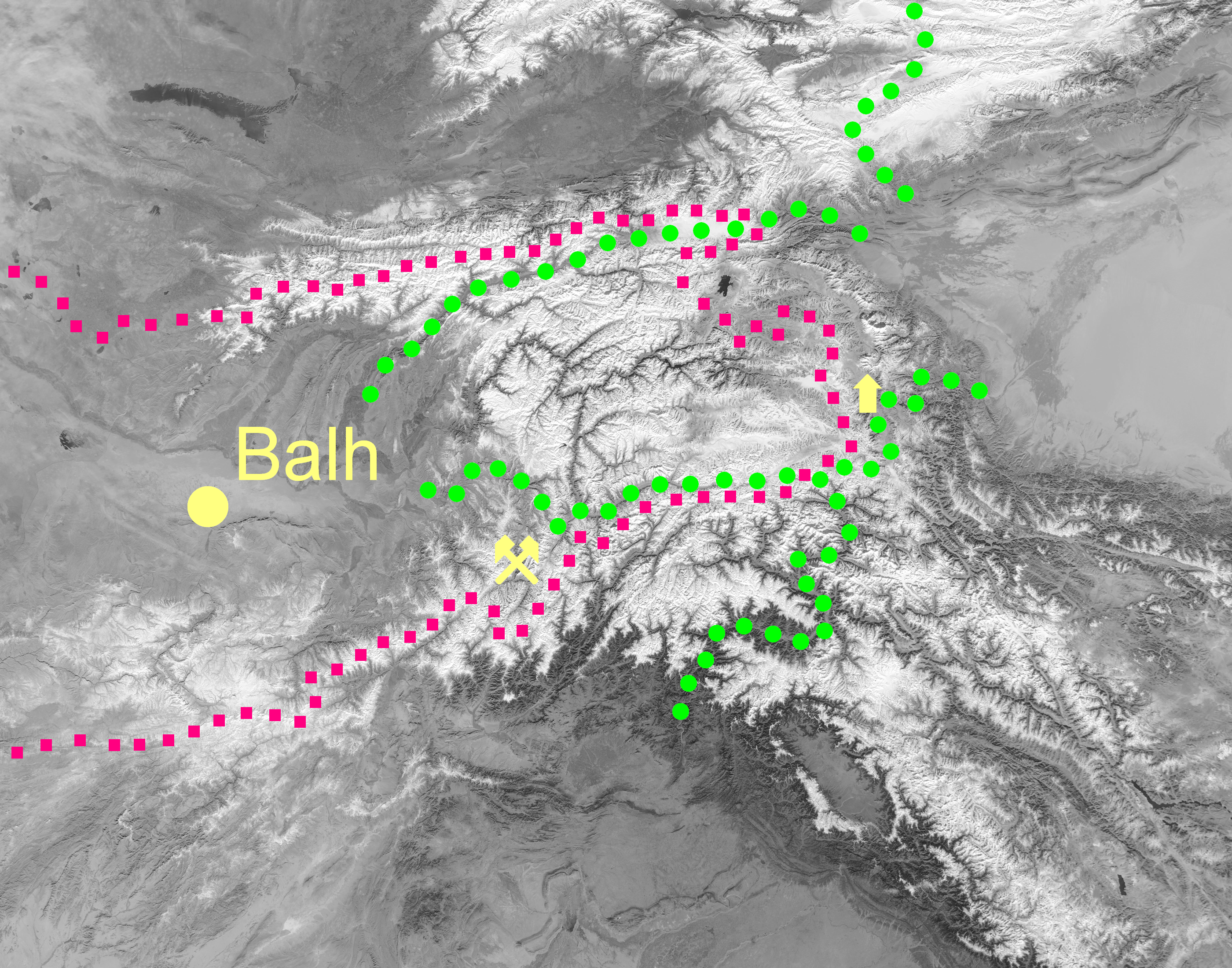
イメオンの峰とブルガール人発祥の地。中央アジアのヒンドゥークシュからパミールにわたる。地図はアルメニアの地図に基づいた。

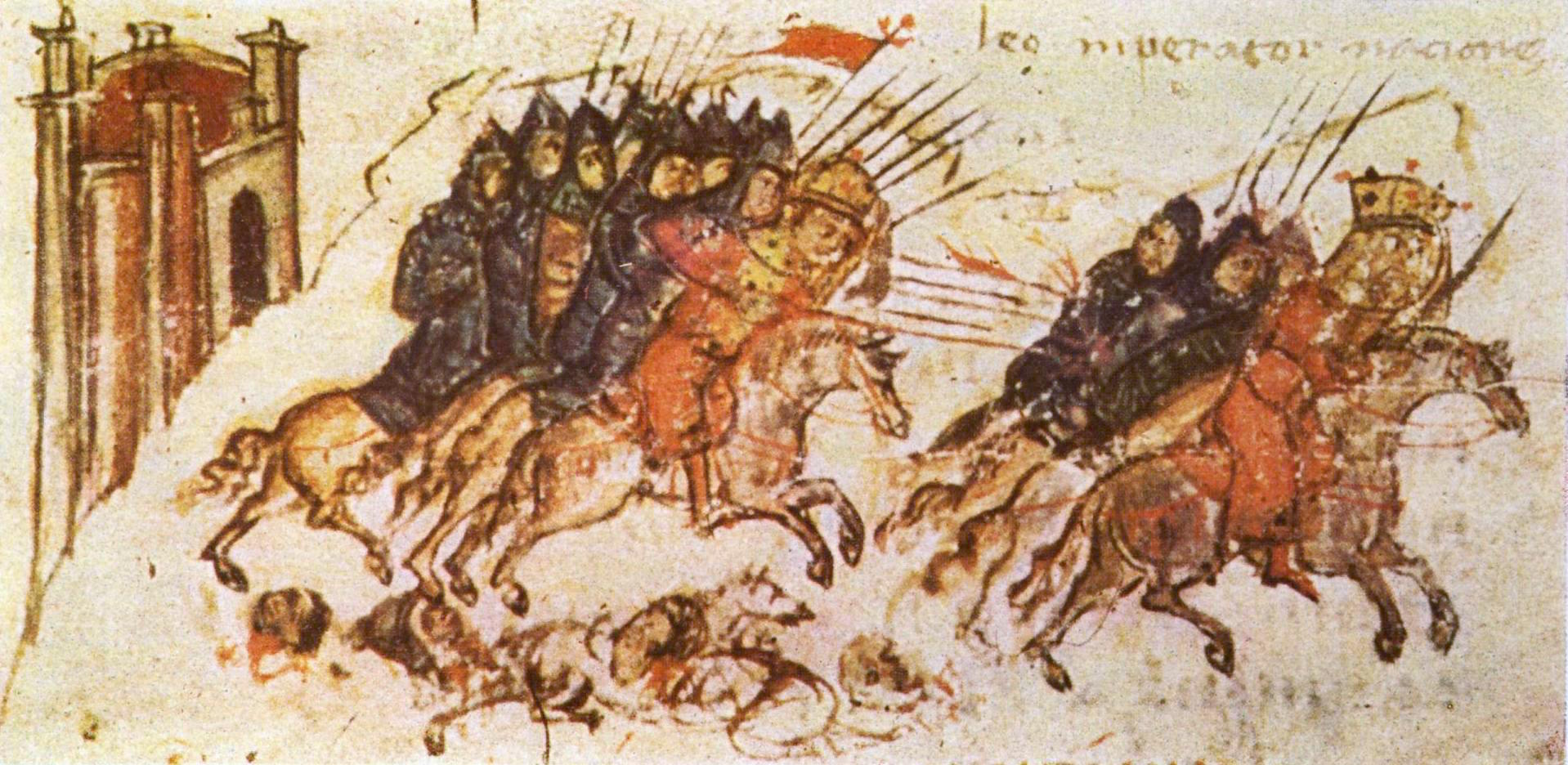
敵を撃退するブルガール人の騎馬隊

ブルガール人（ブルガールじん、ブルガリア語: Прабългари、英語: Bulgars）は、テュルク系遊牧民のうち中世に中央アジア西部から移動して東ヨーロッパに定着した人々。ブルガール語を用いた。
ブルガール人の中で広い地域に分散した部族のうち、バルカン半島のドナウ川下流域からトラキア地方に侵入した一派はブルガリア帝国を建国、キリスト教の正教会信仰を取り入れ、先住民であるコーカソイドの南スラヴ人に言語的にも人種的にも同化されて、現在のブルガリア人の先祖となった。そのためにプロト・ブルガリア人ともいう。

## 概要
ブルガール人の先祖はオグールに属する部族であり、2世紀頃にウラル山脈を越えたり中央アジア西部からヨーロッパ大陸東部に姿をあらわすと、カスピ海と黒海の間に広がる草原地帯で遊牧生活を送るようになった。一部はこの地域でフン人の西進に加わり、東ヨーロッパに移動した。5世紀頃からブルガール人の一派はアヴァール人の一派とともに、たびたび東ローマ帝国が支配する領域に侵入するようになった。
6世紀の中頃、ブルガール人はクブラトという人物をハンとして部族連合国家「大ブルガリア」を形成し、アゾフ海の北岸からヴォルガ川下流域の草原地帯を占めた。
しかしクブラトの死後、この部族連合は早くも分裂し、北方にはヴォルガ・ブルガール、西方にはドナウ・ブルガールが移住していった。原住地に残ったブルガール人たちは部族連合国家を維持し、アゾフ海沿岸を支配する。ヴォルガ川系とドナウ川系に分岐した人々との対比から「大ブルガリア」と呼ばれ、その本拠地は現在のアゾフとロストフの北方の草原にあった。
カフカス北麓のテュルク系遊牧民集団ハザールが西突厥の支配を脱して西進すると、7世紀頃に大ブルガリアは駆逐されて多くの部族民はハザール可汗国に加わった。この人々は次第にハザール人と同化してゆき、10世紀のハザール滅亡とともにほとんど解体した。なお、現在北カフカスのカバルダ・バルカル共和国に住むテュルク系民族のバルカル人がブルガール人の後裔（こうえい）であるという説もあるが、推測の域を出ていない。

## ヴォルガ・ブルガール
クブラトの二男コトラグに従った部族集団はヴォルガ川を遡ると、カマ川との合流地点に近いヴォルガ川屈曲部に定住、農業と交易に従事するヴォルガ・ブルガールとなった（現在のタタールスタン共和国周辺）。やがてハザール可汗国の支配下に入ると、のちにアッバース朝と通行を結んでイスラム教を受容、ハザールの衰退とともに独立して王国を形成する。13世紀にモンゴル帝国に征服されて滅亡した。
この人々はジョチ・ウルスの領民となり、現在、ヴォルガ屈曲部に住むテュルク系のヴォルガ・タタール人やチュヴァシ人はその後裔であるとされる。特に後者の話すチュヴァシ語は、テュルク諸語の中でもブルガール人の話していた言語の特徴を保持しているという。

## ドナウ・ブルガール
クブラトの三男アスパルフが率いる一団は、黒海北岸を経てバルカン半島に進入、ドナウ川の下流域に定住した。この集団をドナウ・ブルガールという。南隣する東ローマ帝国と戦って国家を形成すると現地のスラヴ人を支配して、680年に第一次ブルガリア帝国（ブルガール・ハン国）を建国した。やがてこのブルガール人の集団は9世紀頃にキリスト教を受け入れ、次第にコーカソイドに属する南スラヴ人と同化して、今日のブルガリア人を形成していった。

## 歴代ハン
以下は『ギリシア・ローマ書記』の「ブルガル・ハン名録」に基づいて一覧にする。初代と2代は伝説上の人物で、フンのアッティラとエラクになぞらえたとされる。
| 代数 | 名前                       | 在位年（推定） | 氏族                     | 元号                   |
| ---- | -------------------------- | -------------- | ------------------------ | ---------------------- |
| 1    | アヴィトホル（アッティラ） | 300年間        | ドゥロ                   | ディロム・トヴィレム   |
| 2    | イルニク（エルナク）       | 150年間        | ドゥロ                   | ディロム・トヴィレム   |
| 3    | ゴストゥン（摂政）         | 2年間          | エルミ                   | ドフス・トヴィレム     |
| 4    | クルト（クブラト）         | 584年 - 642年  | ドゥロ                   | シェゴル・ヴェチェム   |
| 5    | ベズメル（バトバヤン）     | 642年 - 646年  | ドゥロ                   | シェゴル・ヴェチェム   |
| 6    | エスペレリフ（アスパルフ） | 645年 - 701年  | ドゥロ                   | ヴェレニ・アレム       |
| 7    | テルヴェル                 | 701年 - 718年  | ドゥロ                   | テクチテム・トヴィレム |
| 8    | ?                          | 28年間         | ドゥロ                   | ドヴァンシエフテム     |
| 9    | セヴァル                   | 725年 - 739年  | ドゥロ                   | トフ・アルトム         |
| 10   | コルミソシ                 | 739年 - 756年  | ヴィキル（ヴィフトゥン） | シェゴル・トヴィレム   |
| 11   | ヴィネフ                   | 756年 - 761年  | ウキル                   | シェゴラレム           |
| 12   | テレツ                     | 760年 - 764年  | ウガイン                 | ソモル・アルテム       |
| 13   | ウモル                     | 766年          | ウキル                   | ディロム・トゥトム     |

### 関連資料
本文の脚注ではないもの。和書の後に洋書、発行年順。
- 小松久男『テュルクを知るための61章』明石書店、2016年。ISBN 9783882264852。全467頁。

洋書
- Dobrev, Petar (2001) (ブルガリア語). Unknown Ancient Bulgaria. Sofia: Ivan Vazov Publishers。ISBN 9546041211。全158頁。